# Nilo da Rossano
Nilo da Rossano, detto anche Nilo il Giovane (Rossano, 910 – Tusculum, 26 settembre 1004), fu un monaco basiliano italiano, eremita, abate e amanuense, fondatore dell'abbazia di Santa Maria di Grottaferrata.
È venerato come santo dalla Chiesa cattolica e da quella ortodossa, ed è santo patrono di Rossano e Grottaferrata, dove viene festeggiato il 26 settembre e dove, nel 2004, si è celebrata la ricorrenza del millenario di san Nilo.

## Biografia
Battezzato con il nome di Nicola, nacque a Rossano da famiglia aristocratica. Frequentò la scuola annessa alla chiesa di Rossano, divenendo un eccellente calligrafo e innografo; si appassionò alla lettura delle Sacre Scritture e della vita dei Padri del deserto.

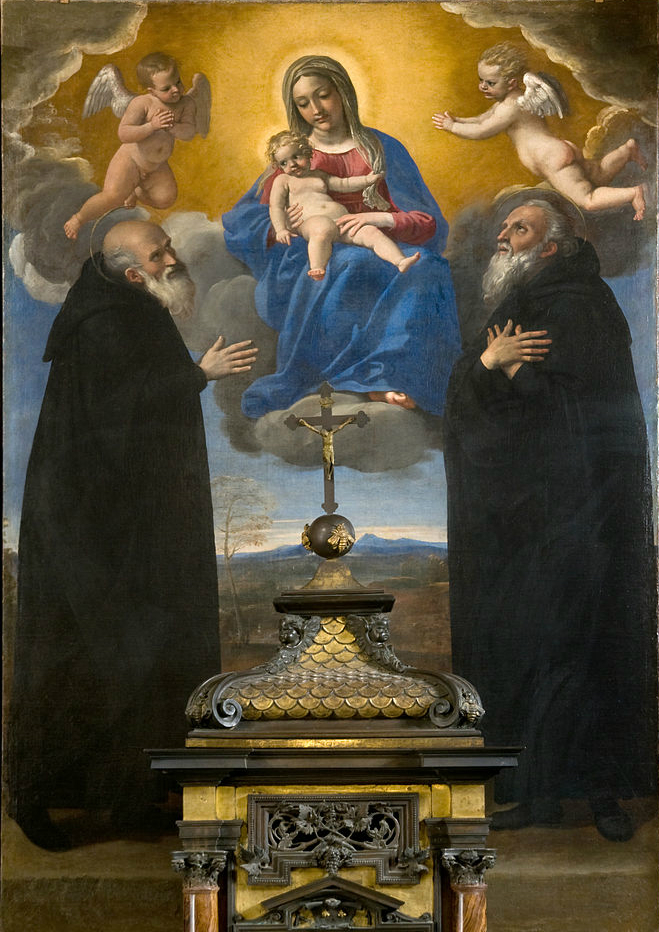
Annibale Carracci, Madonna con Bambino tra i santi Nilo e Bartolomeo, Abbazia di Santa Maria di Grottaferrata (Roma).

Secondo lo storico Lenormant, Nicola si sposò prima di intraprendere la vita da monaco, affascinato dalla bellezza di una ragazza di più umili origini; ebbe una figlia, ma il matrimonio non durò molto. Fece in modo che moglie e figlia non avessero problemi economici e quindi si ritirò nell'eparchia del Mercurion, lungo il corso del fiume Lao nei pressi dell'odierna Orsomarso (un'area ai confini fra Lucania e Calabria così detta perché nei pressi del fiume che era stato dedicato al dio pagano si erano insediati monasteri ed eremi, costituendo una vera e propria "Tebaide".) Nel Mercurion nel periodo del X-XI sec. studiarono personalità che successivamente saranno venerate come santi, tra di esse: San Nilo, San Fantino, San Nicodemo, San Luca, San Macario, San Zaccaria e San Saba e tanti altri.
Qui fu allievo di San Fantino e si dedicò alla vita contemplativa e alla carità; raccolse e copiò numerosi codici. Essendo alla ricerca continua di una maggiore perfezione di spirito si ritirò in un recondito eremo e in una caverna dove c'era un altare consacrato a san Michele Arcangelo vicino Mercurion.
Non fu facile per Nicola diventare monaco e prendere i voti per via della sua originaria appartenenza al Decurionato Rossanese, ma pronunciò i voti nel convento di San Basilio.
Cominciò la sua attività sociale a San Demetrio Corone, fondando un monastero basiliano sulle rovine della chiesetta dedicata ai santi Adriano e Natalia. Dimorò a San Demetrio per venticinque anni, gettando le basi di un'istituzione monastica greca che aveva come compito la riunificazione tra le chiese di oriente e occidente.
(San Nilo)
Gli imperatori di Oriente Basilio II e Romano II lo pregarono di recarsi a Costantinopoli con la segreta intenzione di innalzarlo a quella sede patriarcale.
Il cenobio di San Nilo venne devastato dai saraceni.
Solo nel 982 un altro basiliano, Vitale Cristoforo, fece risorgere il Cenobio dalle rovine rendendolo uno dei centri più importanti di sapere e civiltà.
In seguito al processo e al supplizio dell'antipapa Giovanni XVI gettò un anatema contro l'imperatore Ottone III e papa Gregorio V, che avevano lasciate inascoltate le sue suppliche di mostrarsi pietosi verso l'usurpatore. Quando nel 999 Gregorio morì, Ottone fu così impressionato da attraversare l'intera Italia meridionale per cercare il cenobio del santo e implorare l'assoluzione. Trovato Nilo, l'imperatore si inginocchiò in lacrime e scoprì il capo. L'eremita, commosso e convinto della sincerità del pentimento, assolse Ottone e gli restituì la corona.
Morì nel 1004 durante il pellegrinaggio a Roma nei pressi di Tusculum.
Di san Nilo si occupò il suo discepolo prediletto San Bartolomeo abate, che ebbe di lui grande stima dichiarando:
(Bartolomeo abate)

## Culto
Oltre alla chiesa di San Nilo a Rossano, al santo è dedicato nella città di Gaeta (luogo in cui visse per nove anni) il santuario diocesano di San Nilo, elevato il 16 settembre 2014, nel quale è presente una statua lignea del santo benedetta dal papa Benedetto XVI il 16 settembre 2009.

## Cronologia
- 910 ca. nasce a Rossano.
- 940 ca. riceve l'abito monastico a San Nazario nella Lucania (Principato di Salerno) ora Cilento.
- 940 ca. dopo un soggiorno di quaranta giorni a San Nazario, si reca nell'eparchia del Mercurion.
- 940 ca. – 960 ca. vive una vita ascetica nell'eparchia del Mercurion Orsomarso. In questi anni compie almeno un pellegrinaggio a Roma.
- 960 ca. si trasferisce a Sant'Adriano presso San Demetrio Corone.
- 980 ca. si reca a Capua.
- 981 – 996 ca. risiede nel monastero di San Michele di Valleluce presso Montecassino.
- 996 ca. si trasferisce a Serapo nei pressi di Gaeta.
- 998 si reca a Roma alla corte di Ottone III; ritorna a Serapo (Gaeta).
- 1004 (26 settembre) muore nella chiesa di Sant'Agata presso Tuscolo.